# Takuma Nishimura
Takuma Nishimura (西村 拓真?, Nishimura Takuma; Nagoya, 22 ottobre 1996) è un calciatore giapponese, attaccante del Machida Zelvia e della nazionale giapponese.

## Biografia
Cresciuto nella prefettura di Aichi, gioca a calcio fin dall'età di quattro anni, finite le scuole medie si trasferisce a vivere dalla nonna paterna nella prefettura di Toyama con l'intento di iscriversi alla Toyama First High School dato che in quel periodo la squadra di calcio dell'istituto, in rappresentanza della propria prefettura, partecipava alla Prince Takamado Cup. Ha conquistato il campionato liceale vincendo la 92ª edizione del All Japan High School Soccer Tournament segnando due gol durante il torneo.

## Caratteristiche tecniche
Veloce nella corsa oltre ad avere un corpo agile, ricopre la posizione di seconda punta. Il suo piede forte è il destro pur essendo capace di tirare anche con il sinistro, usa uno stile di gioco offensivo abbastanza semplice, basato sulla capacità di segnare calciando dalla media distanza, tra l'altro grazie alla sua capacità di posizionamento può trovare il gol sia calciando di prima intenzione che tirando di testa dato che è capace di saltare con notevole elevazione.

## Carriera

### Club

#### Vegalta Sendai
Il 3 giugno 2015 debutta con il Vegalta Sendai pareggiando per 1-1 con il Kawasaki Frontale alla Coppa J. League. Nel 2018 segna una tripletta battendo per 4-0 il Thespakusatsu Gunma alla Coppa dell'Imperatore, sempre nello stesso anno segna undici reti nella J1 League, con i suoi gol la squadra batte per 1-0 sia il Sagan Tosu che il V-Varen Nagasaki, inoltre è autore di una doppietta battendo sia il Nagoya Grampus per 3-2 che lo Shonan Bellmare per 3-1.

#### CSKA Mosca e Portimonense
Il 31 agosto 2018 firma un contratto con il CSKA Mosca. Segna due gol nella Prem'er-Liga, la massima serie del campionato russo, il primo vincendo per 3-0 contro il Rubin Kazan' e il secondo pareggiando per 2-2 contro il Dinamo Mosca. Segna una doppietta nella Coppa Russia vincendo per 3-1 contro il l'Alanija.
Nel 2020 ha una breve esperienza in Portogallo giocando con il Portimonense, ha giocato solo due partire in prima squadra nel campionato portoghese, perdendo per 3-0 contro il Desportivo Aves e subendo un'altra sconfitta per 2-1 contro il B-SAD. Ha giocato tre partite nella selezione Under-23 della squadra segnando un solo gol, battendo per 2-1 il Vitória Setúbal.

#### Ritorno al Vegalta Sendai
Nishimura torna in Giappone rivestendo la maglia del Vegalta Sendai, nell'edizione 2020 della J1 League segna solo tre gol, una rete perdendo per 5-1 contro il Kashiwa Reysol e una doppietta subendo un'altra sconfitta da parte del Cerezo Osaka per 3-2. Nell'edizione successiva riesce a segnare sei reti, infatti mette a segno un gol battendo per 2-1 l'Oita Trinita e sconfiggendo per 3-2 il Gamba Osaka, riesce a fare una rete anche nelle partite contro il Nagoya Grampus che contro il Kashima Antlers pareggiando con entrambe per 1-1, inoltre con un gol batte per 1-0 il Kashiwa Reysol.

#### Yokohama F·Marinos e Servette
Nel 2022 inizia a giocare per lo Yokohama F·Marinos vincendo il campionato giapponese, riuscendo a segnare dieci gol, riesce a fare una rete battendo sia il Vissel Kobe che il Gamba Osaka per il risultato di 2-1, nelle vittorie per 3-0 contro lo Shonan Bellmare, il Kashima Antlers e il Sanfrecce Hiroshima riesce a fare un gol in tutte e tre le partite, oltre alla doppietta che gli permette di battere per 2-0 il Vissel Kobe. Vince la Supercoppa del Giappone l'11 febbraio 2023 segnando la rete del 2-1 battendo il Ventforet Kofu.

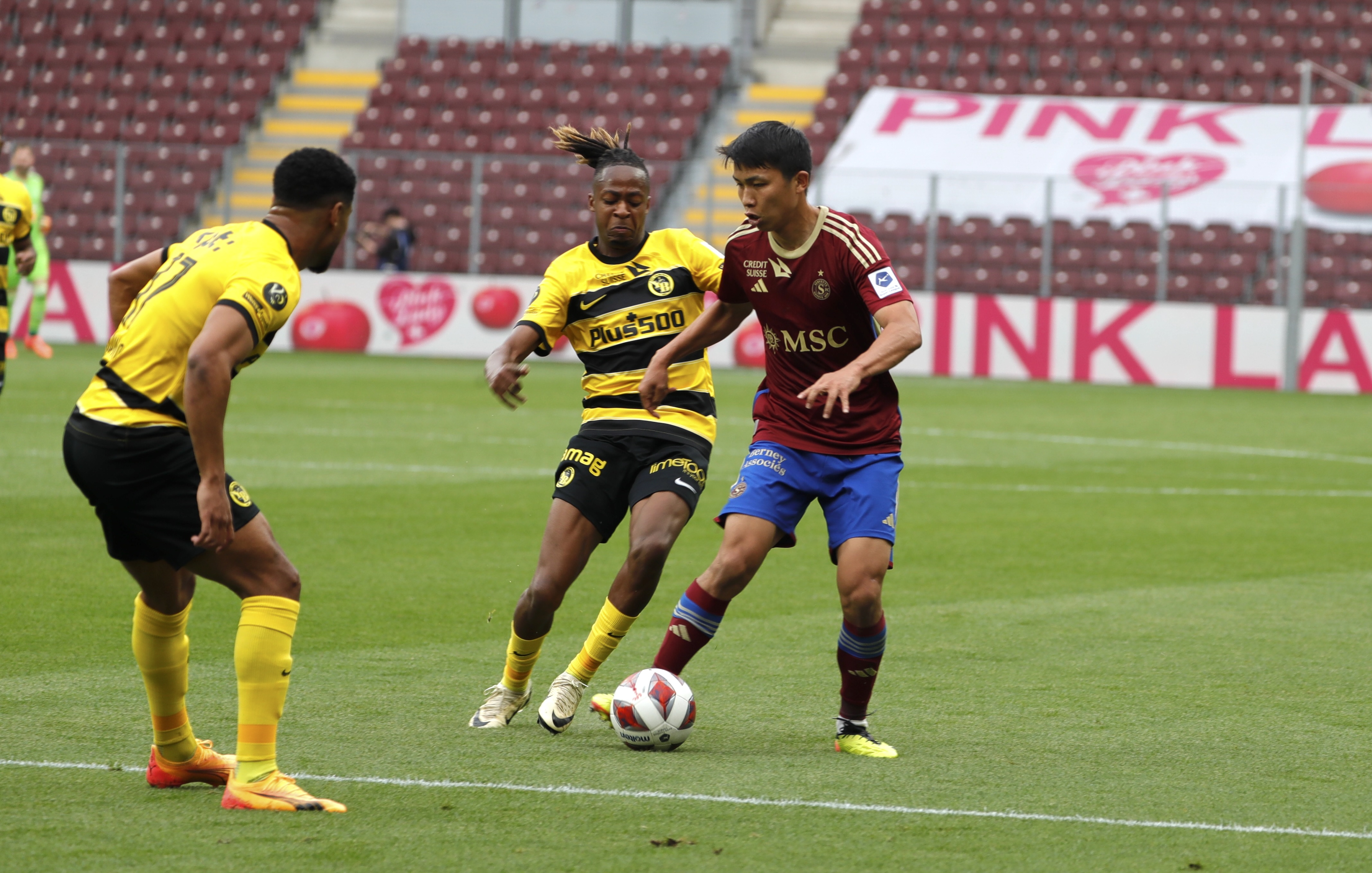
Nishimura con il durante una partita di campionato contro lo nel 2024

Il 10 febbraio 2024 viene annunciato il suo trasferimento in prestito (con opzione di acquisto) al Servette, squadra militante in massima serie svizzera, raggiungendo in rosa il suo connazionale Keigo Tsunemoto. Il 25 febbraio seguente fa il suo esordio in campionato, nella vittoriosa gara per 1-0 contro lo Young Boys giocata a Berna nello stadio Wankdorf. Viene schierato titolare come punta centrale. Tre giorni più tardi, trova la sua prima rete con la squadra di Ginevra, segnando nel quarto di finale di Coppa Svizzera contro il Delémont. Il 10 marzo fa il suo primo gol anche in Super League, spiazzando il portiere dal dischetto nella sfida interna contro il Losanna, mentre nella giornata successiva realizza una doppietta in casa del Lucerna (2-2). Il 2 giugno 2024 vince la Coppa Svizzera, conquistando dopo il 9-8 dei calci di rigore contro il Lugano il primo trofeo europeo della sua carriera: Nishimura ha messo a segno il terzo penalty dei ginevrini malgrado inizialmente l'avesse sbagliato (è stato ripetuto in quanto il portiere avversario non è rimasto sulla linea di porta nel momento in cui il giapponese doveva calciare il proprio rigore).
Concluso il prestito ritorna in Giappone con lo Yokohama F·Marinos. Durante il campionato realizza un gol battendo per 3-1 il Kawasaki Frontale, segna una rete vincendo per 2-1 ai danni del Sagan Tosu, insacca un gol pure contro il Júbilo Iwata in una vittoria per 4-3. Nell'AFC Champions League Elite riesce a segnare una rete battendo per 4-0 l'Ulsan HD.

#### Machida Zelvia
A partire dal 2025 veste la maglia del Machida Zelvia dove realizza il suo primo gol contro l'FC Tokyo, nella partita di campionato che vale la vittoria per 1-0.

### Nazionale
Esordisce in nazionale giapponese il 19 luglio 2022, in occasione della prima sfida dei Samurai Blue nella Coppa dell'Asia orientale (giocata in casa) sconfiggendo per 6-0 l'Hong Kong: inserito nel suo debutto in un tridente d'attacco con Yūki Sōma e Shūto Machino, Nishimura realizza una doppietta. Otto giorni dopo, vince la Coppa dell'Asia orientale 2022, nella vittoriosa finale contro la Corea del Sud terminata per 3-0. Nonostante le buone prestazioni messe in atto durante la Coppa dell'Asia orientale 2022, a differenza di Sōma e Machino, viene escluso dalla lista dei convocati per la Coppa del Mondo 2022. Ritorna in nazionale nel primo raduno della nazionale del 2023 per le amichevoli contro l'Uruguay e la Colombia. Nel pareggio per 1-1 contro la Celeste del 24 marzo, Nishimura entra in campo nel secondo tempo e a pochi secondi dal suo ingresso realizza la rete del pareggio grazie all'assist di Jun'ya Itō.

## Statistiche

### Presenze e reti nei club
Statistiche aggiornate al 2 giugno 2024.
| Stagione                  | Squadra                   | Campionato                | Campionato | Campionato | Coppe nazionali | Coppe nazionali | Coppe nazionali | Coppe continentali | Coppe continentali | Coppe continentali | Altre coppe | Altre coppe | Altre coppe | Totale | Totale |
| Stagione                  | Squadra                   | Comp                      | Pres       | Reti       | Comp            | Pres            | Reti            | Comp               | Pres               | Reti               | Comp        | Pres        | Reti        | Pres   | Reti   |
| ------------------------- | ------------------------- | ------------------------- | ---------- | ---------- | --------------- | --------------- | --------------- | ------------------ | ------------------ | ------------------ | ----------- | ----------- | ----------- | ------ | ------ |
| 2015                      | Vegalta Sendai            | J1                        | 0          | 0          | CG+CdL          | 0+1             | 0               | -                  | -                  | -                  | -           | -           | -           | 1      | 0      |
| mag.-ott. 2015            | J. League U-22            | J3                        | 14         | 1          | -               | -               | -               | -                  | -                  | -                  | -           | -           | -           | 14     | 1      |
| 2016                      | Vegalta Sendai            | J1                        | 12         | 1          | CG+CdL          | 1+2             | 0               | -                  | -                  | -                  | -           | -           | -           | 15     | 1      |
| 2017                      | Vegalta Sendai            | J1                        | 28         | 2          | CG+CdL          | 1+10            | 0+2             | -                  | -                  | -                  | -           | -           | -           | 39     | 4      |
| gen.-ago. 2018            | Vegalta Sendai            | J1                        | 24         | 11         | CG+CdL          | 3+5             | 3+2             | -                  | -                  | -                  | -           | -           | -           | 32     | 16     |
| ago. 2018-2019            | CSKA Mosca                | PL                        | 12         | 2          | CR              | 1               | 0               | UCL                | 2                  | 0                  | -           | -           | -           | 15     | 2      |
| 2019-gen. 2020            | CSKA Mosca                | PL                        | 5          | 0          | CR              | 2               | 2               | UEL                | 1                  | 0                  | -           | -           | -           | 8      | 2      |
| Totale CSKA Mosca         | Totale CSKA Mosca         | Totale CSKA Mosca         | 17         | 2          |                 | 3               | 2               |                    | 3                  | 0                  |             | -           | -           | 23     | 4      |
| gen.-mar. 2020            | Portimonense              | PL                        | 2          | 0          | -               | -               | -               | -                  | -                  | -                  | -           | -           | -           | 2      | 0      |
| mar.-dic. 2020            | Vegalta Sendai            | J1                        | 20         | 3          | CdL             | 1               | 0               | -                  | -                  | -                  | -           | -           | -           | 21     | 3      |
| 2021                      | Vegalta Sendai            | J1                        | 32         | 6          | CG+CdL          | 1+2             | 0               | -                  | -                  | -                  | -           | -           | -           | 35     | 6      |
| Totale Vegalta Sendai     | Totale Vegalta Sendai     | Totale Vegalta Sendai     | 116        | 23         |                 | 27              | 7               |                    | -                  | -                  |             | -           | -           | 143    | 30     |
| 2022                      | Yokohama F·Marinos        | J1                        | 27         | 10         | CG+CdL          | 2+1             | 1+0             | ACL                | 7                  | 2                  | -           | -           | -           | 37     | 13     |
| 2023                      | Yokohama F·Marinos        | J1                        | 32         | 3          | CG+CdL          | 0+6             | 0+2             | ACL                | 5                  | 1                  | SG          | 1           | 1           | 44     | 7      |
| Totale Yokohama F·Marinos | Totale Yokohama F·Marinos | Totale Yokohama F·Marinos | 59         | 13         |                 | 9               | 3               |                    | 12                 | 3                  |             | 1           | 1           | 81     | 20     |
| feb.-giu. 2024            | Servette                  | SL                        | 14         | 3          | CS              | 3               | 1               | UECL               | 0                  | 0                  | -           | -           | -           | 17     | 4      |
| Totale carriera           | Totale carriera           | Totale carriera           | 222        | 42         |                 | 42              | 13              |                    | 15                 | 3                  |             | 1           | 1           | 280    | 59     |

### Cronologia presenze e reti in nazionale
| Cronologia completa delle presenze e delle reti in nazionale ― Giappone | Cronologia completa delle presenze e delle reti in nazionale ― Giappone | Cronologia completa delle presenze e delle reti in nazionale ― Giappone | Cronologia completa delle presenze e delle reti in nazionale ― Giappone | Cronologia completa delle presenze e delle reti in nazionale ― Giappone | Cronologia completa delle presenze e delle reti in nazionale ― Giappone | Cronologia completa delle presenze e delle reti in nazionale ― Giappone | Cronologia completa delle presenze e delle reti in nazionale ― Giappone |
| Data                                                                    | Città                                                                   | In casa                                                                 | Risultato                                                               | Ospiti                                                                  | Competizione                                                            | Reti                                                                    | Note                                                                    |
| ----------------------------------------------------------------------- | ----------------------------------------------------------------------- | ----------------------------------------------------------------------- | ----------------------------------------------------------------------- | ----------------------------------------------------------------------- | ----------------------------------------------------------------------- | ----------------------------------------------------------------------- | ----------------------------------------------------------------------- |
| 19-7-2022                                                               | Kashima                                                                 | Giappone                                                                | 6 – 0                                                                   | Hong Kong                                                               | Coppa dell'Asia orientale 2022                                          | 2                                                                       | 65’                                                                     |
| 24-7-2022                                                               | Toyota                                                                  | Giappone                                                                | 0 – 0                                                                   | Cina                                                                    | Coppa dell'Asia orientale 2022                                          | -                                                                       | 84’                                                                     |
| 27-7-2022                                                               | Toyota                                                                  | Giappone                                                                | 3 – 0                                                                   | Corea del Sud                                                           | Coppa dell'Asia orientale 2022                                          | -                                                                       | 78’                                                                     |
| 24-3-2023                                                               | Tokyo                                                                   | Giappone                                                                | 1 – 1                                                                   | Uruguay                                                                 | Amichevole                                                              | 1                                                                       | 74’                                                                     |
| 28-3-2023                                                               | Ōsaka                                                                   | Giappone                                                                | 1 – 2                                                                   | Colombia                                                                | Amichevole                                                              | -                                                                       | 59’                                                                     |
| Totale                                                                  |                                                                         | Presenze                                                                | 5                                                                       |                                                                         | Reti                                                                    | 3                                                                       |                                                                         |

## Palmarès

### Club

#### Competizioni nazionali
- Campionato giapponese: 1

Yokohama F·Marinos: 2022
- Supercoppa del Giappone: 1

Yokohama F·Marinos: 2023
- Coppa Svizzera: 1

Servette: 2023-2024

### Nazionale
- Coppa dell'Asia orientale: 1

2022

### Individuale
- J. League Cup Premio Nuovo Eroe: 1

2017